# Armeria (geslacht)
Armeria is een geslacht van vaste planten uit de strandkruidfamilie (Plumbaginaceae). In Nederland kan men de soort Engels gras aantreffen.
Sommige soorten zijn populaire tuinplanten, met name in rotstuinen.

## Kweek
Voor de kweek van Armeria-soorten is goed doorlatende grond vereist. De plant gedijt het beste op een zonnige plaats (zeven uur zon per dag is optimaal). De bladeren blijvend groen. Het planten dient te gebeuren in het voorjaar, in maart of april.
Een selectie van de soorten:
- Armeria maritima: Engels gras, ongeveer 20 cm hoog, variabel qua uiterlijk, grijsgroene bladeren, roze bloemen, onbebladerde stengels, bloeit van mei tot juli.
- Armeria maritima 'Arba': idem, maar met witte bloemen.
- Armeria maritima 'Vindictive': idem, maar bloeit iets vroeger.

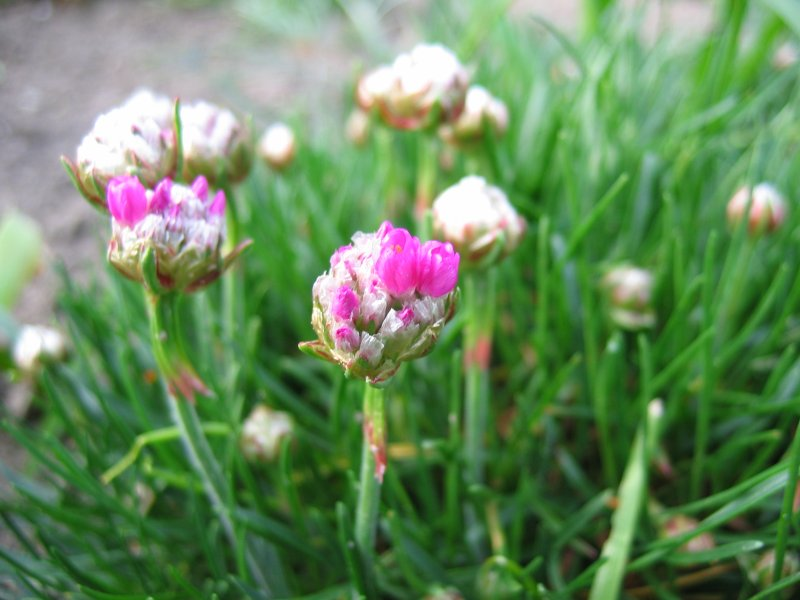
Armeria maritima
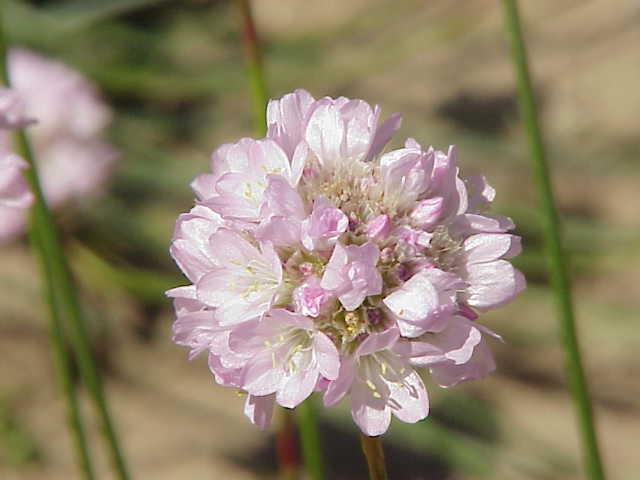
Armeria transmontana
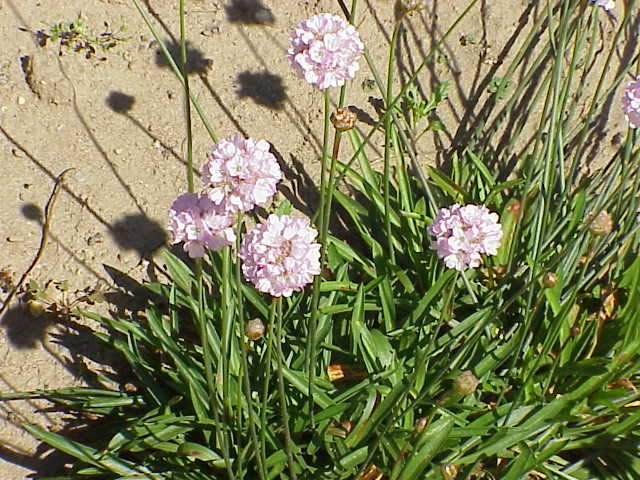
Armeria transmontana
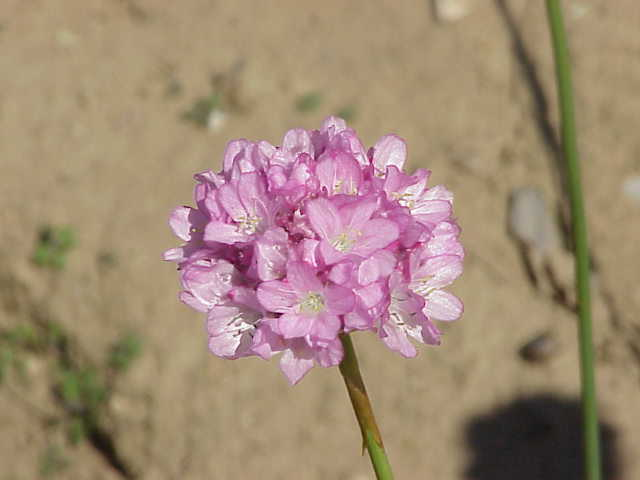
Armeria alliacea
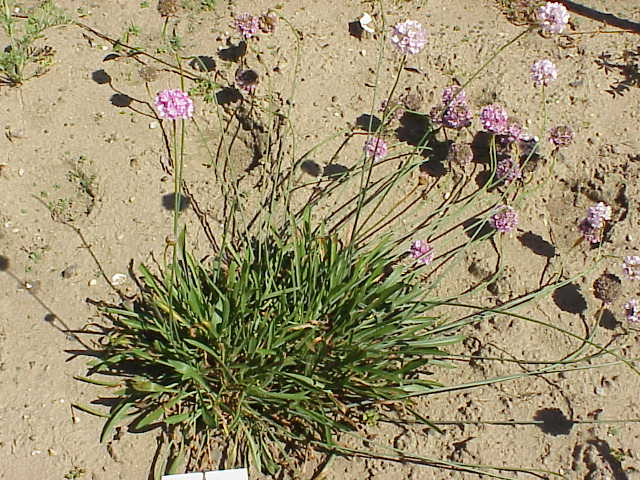
Armeria alliacea
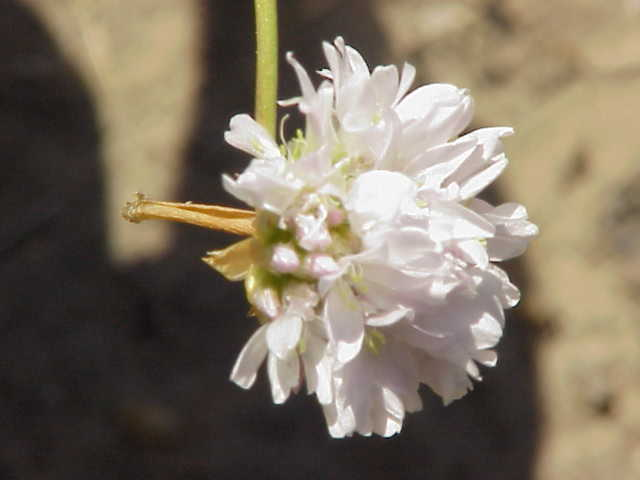
Armeria majellensis
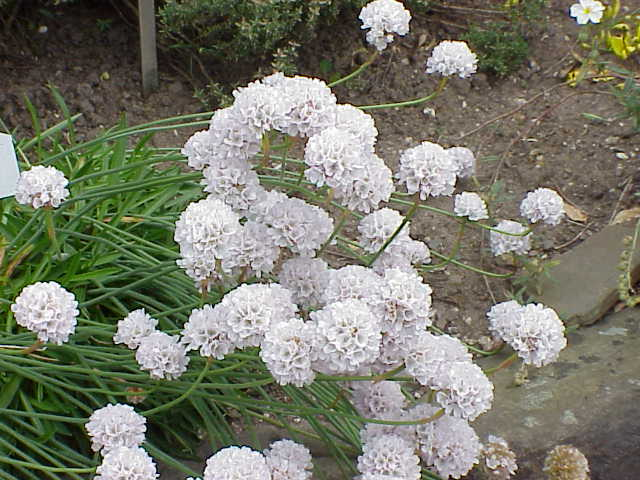
Armeria pseudarmeria
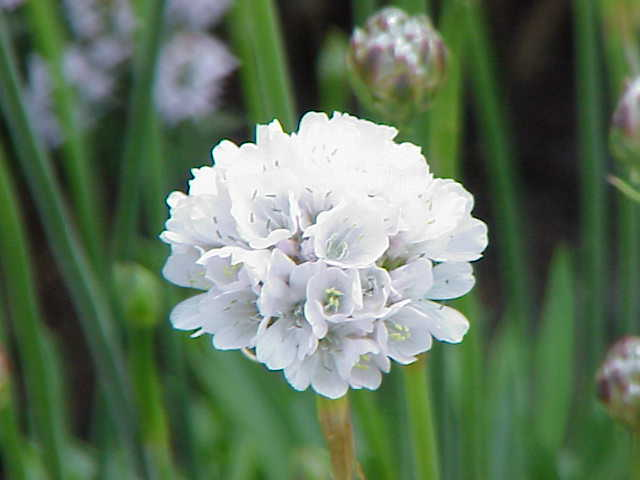
Armeria pseudarmeria
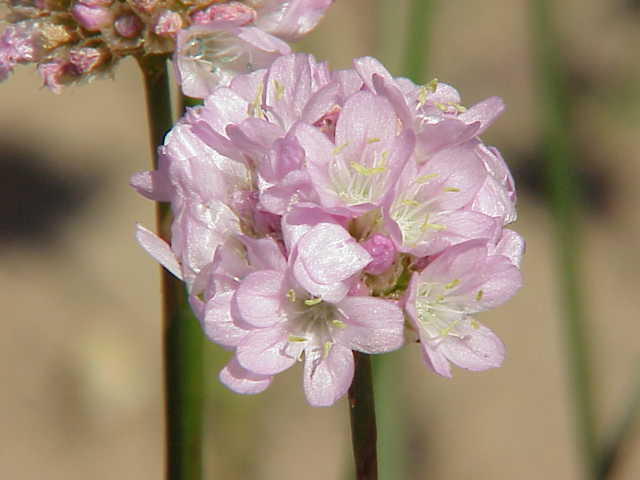
Armeria rhodopaea
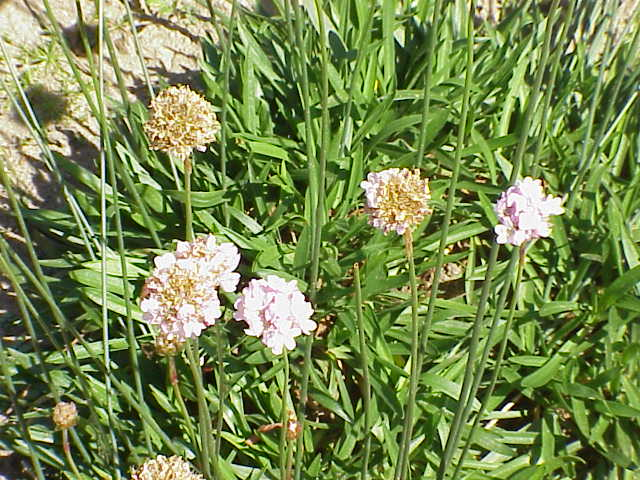
Armeria rhodopaea
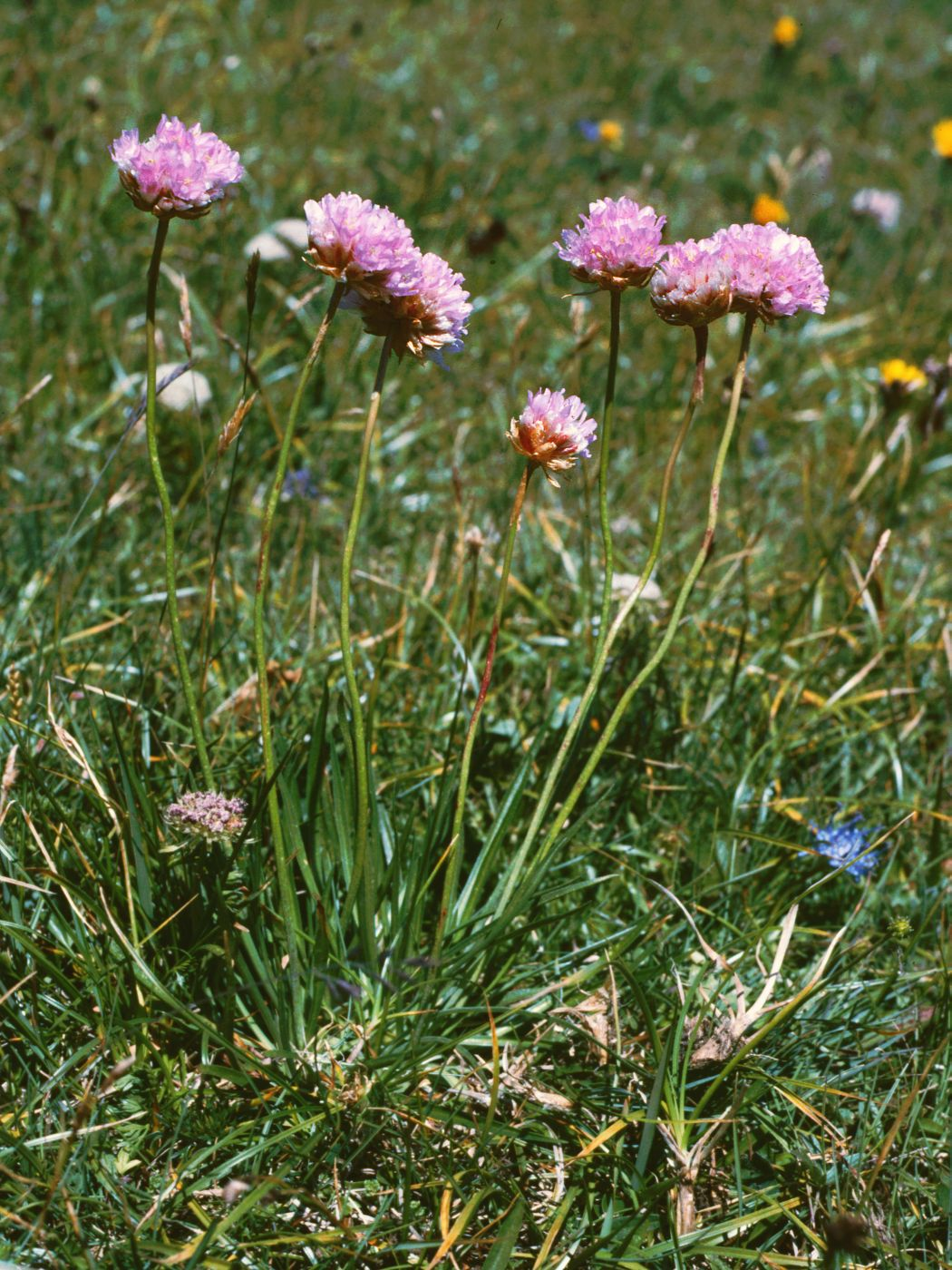
Armeria alpina
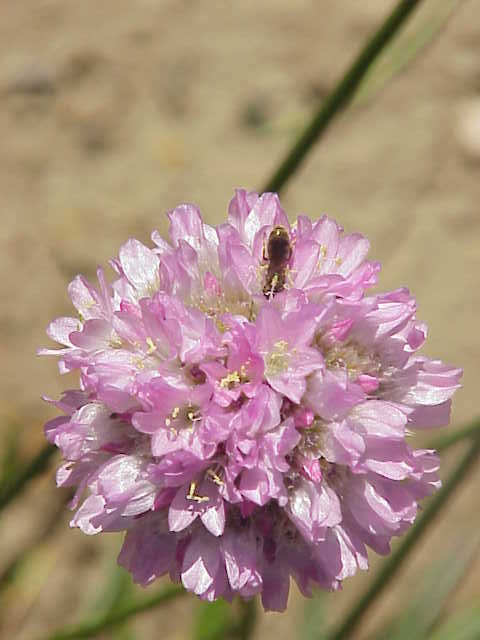
Armeria canescens